# Jantsjo Dimitrov
Jantsjo Dimitrov (Bulgaars: Янчо Димитров) (Dimitrovgrad, 11 maart 1939 - aldaar, 4 december 1992) is een voormalig Bulgaars voetballer. Hij heeft gespeeld bij FC Dimitrovgrad, Beroe Stara Zagora en Slavia Sofia.

## Loopbaan
Dimitrov heeft bij de selectie gezeten voor de Olympische Spelen 1968. Hij won een zilveren medaille op de Olympische Zomerspelen in 1968.
Dimitrov overleed op 4 december 1992.

## Erelijst
- Olympische spelen 1968 : 1968 (Zilver)